# 球穗草属
球穗草属（学名：Hackelochloa），又名亥氏草属，是禾本科下的一个属，为一年生草本植物。该属共有2种，分布于热带。